# Ossiotr
L'Ossiotr (en russe : Осётр) est une rivière de Russie et un affluent droit de l'Oka, dans le bassin hydrographique de la Volga.

## Géographie
Elle arrose les oblasts de Toula et Moscou.
Son cours est long de 228 km et draine un bassin versant de 3 480 km2. L'Ossiotr est pris dans les glaces de novembre jusqu'à la première quinzaine d'avril.
La ville de Zaraïsk et la commune urbaine Serebrianye Proudy se situent sur le cours de l'Ossiotr.

## Source
- Grande Encyclopédie soviétique